# Mongolski lok
Mongolski lok je vrsta ukrivljenega kompozitnega loka, ki so ga v preteklosti uporabljali v Mongoliji in konjski lokostrelci Mongolskega cesarstva. Izraz »mongolski lok« se lahko nanaša na dve vrsti lokov. Od 17. stoletja naprej je bila večina tradicionalnih lokov v Mongoliji nadomeščena s podobnim mandžurskim lokom, ki ga odlikujejo predvsem večje sijah (upogibni del loka) in prisotnost izrazitih mostov za tetive.

## Mongolski lok pred dinastijo Čing
Loki, ki so se uporabljali med vladavino Džingiskana, so bili manjši od sodobnega orožja, ki je bilo uporabljeno v mandžurskem slogu, največ v Naadamu. Slike in vsaj en ohranjen primer mongolskega loka iz 13. stoletja iz Tsagaan-Khada kažejo, da so imeli srednjeveški mongolski loki manjše sijahe in veliko manj izrazite usnjene mostove za tetive.
Mongolski loki so bili glavno orožje mongolskih bojevnikov v tem obdobju. Bojevniki so nosili vsaj 2 loka, dolgega za delo na dolge razdalje in krajšega za boj na konju.

## Vpliv dinastije Čing
Od 17. do 20. stoletja je konjsko lokostrelstvo v Mongoliji (in po svetu) upadalo sorazmerno z razpoložljivostjo strelnega orožja. Sodobne upodobitve bitke pri Horgosu leta 1768 med dinastijo Čing in zahodnomongolskimi Džungarji prikazujejo konjske Džungarje, oborožene predvsem z mušketami.
Stari mongolski loki, ki so jih uporabljali v času Džingiskana, so bili manjši od sodobnega orožja, ki se danes uporablja na večini festivalov Naadam.
Mongoli so morda nenehno izvajali lokostrelstvo, vendar mongolski loki niso. Mongolski loki so bili v Mongoliji uradno prepovedani, potem ko jo je osvojila dinastija Mandžurcev. Mandžurski vojaki so vstopili v gere in zlomili vse mongolske loke, ki so jih našli, Čing pa so Mongole prisilili, da so v svojem lokostrelstvu uporabljali mandžurski lok. Več kot dvesto let uveljavljanja so se te spremembe obdržale in starodavna umetnost izdelave mongolskih lokov je bila skoraj izgubljena skupaj z večino lokostrelskih iger in tradicij. Sodobni mongolski loki izhajajo iz kitajsko/mandžurske tradicije; so večji in imajo mostove za tetive. Lokostrelstvo se je vrnilo v Naadam in ga je prvič po mnogih letih organiziralo novo ustanovljeno Mongolsko nacionalno lokostrelsko združenje (1940). To je bil začetek športne standardizacije v moderni dobi.

## Konstrukcija
Starodavni in sodobni mongolski loki so del azijske tradicije kompozitnih lokov. Jedro je bambus, z rogom na trebuhu (obrnjen proti lokostrelcu) in kito na hrbtu, skupaj z živalskim lepilom. Ker se živalsko lepilo raztopi v vodi, lahko kompozitne loke uniči dež ali prekomerna vlaga; ovoj iz (vodoodpornega) brezovega lubja lahko nudi omejeno zaščito pred vlago in mehanskimi poškodbami. Lok se običajno shrani v usnjeni torbici za zaščito, ko ni v uporabi.

## Puščice
Breza je tipičen material za puščice. Običajna dolžina puščice je med 80 in 100 cm, premer stebla pa je približno 1 cm.
Kar zadeva peresa, so prednostna repna peresa žerjava, vendar so uporabna repna peresa vseh ptic. Orlova peresa so še posebej cenjena puščica, vendar jih je relativno težko dobiti. Pravijo, da peresa, vzeta s kril, ne letijo gladko po zraku, zato se, če se lahko izbira, izberejo repna peresa. Mongoli so značilno pozorni na najmanjše podrobnosti; postavitev peres glede na njihovo velikost in del ptice, iz katerega peresa izvirajo, sta zelo pomembna za pravilno vrtenje in dobro ravnotežje v zraku. Posledično se ti dejavniki skrbno upoštevajo pri izdelavi puščic po staromongolskem standardu.
Puščične konice so lahko vse od širokih kovinskih rezil, ki se uporabljajo za veliko divjad (ali v vojni), do koščenih in lesenih konic, ki se uporabljajo za lov na ptice in majhne živali. Visoka udarna sila tega loka zagotavlja, da bo koščena konica smrtonosna, ko zadene telo manjše živali. Poleg teh vrst puščic so med lovom uporabne tudi žvižgajoče puščice, saj je učinek puščice, ki žvižga visoko nad tlemi, na živali pogosto takšen, da se ustavijo, radovedne, da vidijo, kaj je v zraku. To daje lovcu čas, da izstreli drugo puščico s smrtonosnim namenom. Te žvižgajoče puščice so narejene z vstavitvijo puščične konice iz kosti, v kateri so ustvarjeni votli kanali. Ko so izstreljene, takšne puščične konice oddajajo zelo slišen zvok skozi zrak.

## Streljanje
Na kamniti steli v Nerčinsku v Sibiriji so našli napis, za katerega menijo, da izvira iz leta 1226. Morda je pisalo: »Medtem ko je Džingiskan po osvojitvi Sartaula (Horezm) imel zbor mongolskih dostojanstvenikov, je Esungge (sin Džingiskanovega mlajšega brata) ustrelil tarčo na razdalji 335 aldov (536 m)«.

## Mongolski nateg in sprostitev loka
Mongolski nateg ali nateg palca uporablja samo palec, najmočnejši enojni prst, za prijem tetive. Okoli zadnje strani palca kazalec in/ali sredinec krepita prijem. To je tradicionalno v azijskih stepah, pa tudi v Koreji, Japonski, Tibetu, Kitajski, Turčiji, Indiji in nedavni Perziji. Uporabljal ga je tudi Iši, zadnji od Jana, s svojimi kratkimi loki.
Omogoča ožji oprijem tetive, saj se uporablja samo en prst, kar lahko pomaga preprečiti 'stiskanje tetive' pri krajših lokih, kot so sestavljeni loki, ki se običajno uporabljajo s konja. Mongolski lokostrelci so nosili prstan za palec iz usnja, kosti, roževine in v nekaterih primerih srebra, da bi zaščitili palec. Lahko se tudi izognemo težavi, s katero se občasno soočajo lokostrelci, ki uporabljajo sredozemski nateg, ko se trije prsti ne sprostijo hkrati in tako motijo nateg.
Ta sprostitev se običajno uporablja s puščico na desni strani loka za desničarskega lokostrelca, ki drži lok v levi roki in ga napenja z desno; levičarski lokostrelci običajno to storijo v obratni smeri.